# The Savage Poetry
Albums de Edguy
Theater of Salvation Mandrake
The Savage Poetry est le cinquième album studio du groupe de power metal allemand Edguy. C'est en fait le réenregistrement, en 2000, de la demo Savage Poetry sorti en 1995.

## Composition du groupe
- Tobias Sammet : chant
- Jens Ludwig : guitare et chœurs
- Dirk Sauer : guitare et chœurs
- Tobias Exxel : basse et chœurs
- Felix Bohnke : batterie

## Guests
- Frank Tischer : piano
- Markus Scmitt, Ralf Zdiarstek : chœurs

## Liste des chansons de l'album
1. Hallowed - 6:15
2. Misguidin' Your Life - 4:04
3. Key To My Fate - 4:31
4. Sands Of Time - 4:40
5. Sacred Hell - 5:34
6. Eyes Of The Tyrant - 10:01
7. Frozen Candle - 7:14
8. Roses To No One - 5:43
9. Power And Majesty - 4:53